# 411717 Cherylreed
411717 Cherylreed este o planetă minoră (asteroid) din centura de asteroizi. A fost descoperită pe 12 februarie 2004 la Observatorul Național Kitt Peak de Spacewatch. 
Obiectul prezintă o orbită caracterizată de o semiaxă mare de 2,5784001324348 UAi, o excentricitate de 0,22357424701689, o înclinație de 6,1723112201238 ° în raport cu ecliptica.